# Sârbă (dans)

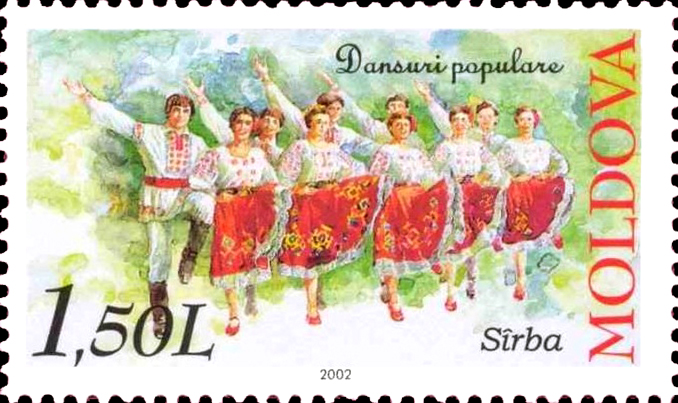
Timbru din Republica Moldova dedicat sârbei

Sârba este un dans popular românesc, din marea familie a dansurilor balcano-carpatice, răspândit în România și Republica Moldova, cu ritm foarte vioi, care se joacă de obicei cu dansatorii prinși în cerc.
Sârba este un dans mixt, executat de femei și bărbați, cu o mișcare rapidă și ritm binar. Dansul se execută de obicei în semicerc, în care se mișcă simultan cu pași laterali, uneori și cu figuri de virtuozitate, dansatorii ținându-și mâinile pe umerii celui din stânga și celui din dreapta.